# College Formation
Die College Formation, kurz CFB für College Formation Berlin,  war eine deutsche Soul- und Rock-Band. Sie wurde 1972 in Ost-Berlin gegründet und galt als eine der Talentschmieden der DDR-Rockmusik. Mentor der Gruppe war Konrad „Conny“ Bauer.

## Bandgeschichte
Die Mitglieder waren vorrangig Musikstudenten und Musikschulabsolventen der Hochschule für Musik „Hanns Eisler“ Berlin, daher auch die Namensbildung. Die Vorbilder der Band waren unter anderem Otis Redding, Wilson Pickett und James Brown. Anfangs spielten sie Titel ihrer Vorbilder nach.
Ab Frühjahr 1973 war die College Formation ein Berufsorchester, unter der Leitung und dem Management von Eberhard A. Henke, der auch das Equipment, die Fahrzeuge und den Proberaum zur Verfügung stellte. Die Band belegte 1974 bei einem Wettbewerb der besten Ost-Berliner Amateurgruppen den ersten Platz und wurde deshalb zu den Arbeiterfestspielen von 1974 in Erfurt delegiert. Eine Besonderheit der Band war der hohe Anteil an Blasmusikern und Sängern. Zur Band gehörten unter anderem das spätere Gründungsmitglied von Silly, Mathias Schramm, der Trompeter Mathias Pflugbeil, der schon bei Stern-Combo Meißen und Lift gespielt hatte, der Posaunist Johannes „Hannes“ Bauer, zwei der Caufner-Schwestern, Juliane und Isa, sowie der Sänger Hans Joachim „Neumi“ Neumann, der später bei Karat und Neumis Rock Circus aktiv war. Neumann wurde 1973 abgelöst durch Toni Krahl, der wiederum 1975 zu City wechselte. Auch Klaus Lenz spielte 1976 einige Zeit Schlagzeug in der Band.
Das bekannteste Lied der Band ist Als ich nachher von dir ging, die expressive Vertonung eines Gedichtes von Bertolt Brecht.
Nach ihren Musikschulabschlüssen orientierten sich die Bandmitglieder neu. Das bedeutete im Jahr 1976 das Ende der Gruppe.

## Diskografie
- 1973: Als ich nachher von dir ging und Vom Träumen auf Examen in Musik (Amiga)